# Рушевине катедралне цркве Светог Николе на Новом Брду
Рушевине катедралне црква Светог Николе на Новом Брду су остаци средњовековног српског православног храма из 14. века, који је био седиште новобрдских и грачаничких епископа Српске православне цркве.
Храм је подигнут средином 14. века и био је дограђен у време деспота Стефана Лазаревића и након 1455. године. Саграђена је у романичком стилу базилике и до пада Новог Брда под османску власт била је главно православно богослужбено место. Касније је под османском влашћу претворен у џамију, да би био срушен у земљотресу и остао у рушевинама до данашњих времена, као и остаци града Ново Брдо који је убрзо запустео. 
Године 1897. српски генерални конзул Тодор П. Станковић је обилазећи српске старине посетио Ново Брдо. Ту је затекао џамију стару око 140 година, а на југо-источној страни рушевина Новог Брда наишао је на остатке православне цркве Св. Николе. Становништво српско се ту на црквишту до средине 19. века сабирало једном годишње. Близу цркве је био стари топоним „Марков крст”.
Црква Св. Николе истраживана је 60-их година прошлог века и ту су пронађени бројни натписи и елементи камене пластике који јасно указују на порекло храма и његов стил. У оквирима храма пронађени су и бројни српски гробови. 
Недалеко од остатака овог храма налазе се остаци градске римокатоличке цркве тзв. Сашке цркве, која је добила назив по рударима Саксонцима (Сасима), који су поред дубровачких трговаца и домаћег српског становништва чинили део богатог и разноликог културног и верског мозаика средњовековног Новог Брда, као једног од најзначајнијих градова средњовековне Србије.  За ту „Шашку цркву” се каже да је 1466. године узеше Турци, а следеће 1467. године раселили су нобобрдске рударе у Цариград и приморске пределе. Турци су цркву 1466. године претворили у џамију.